# Penaten-Creme
Penaten-Creme ist eine Haut- und Wundschutzcreme. Verkauft wird sie in einer runden Dose, auf der eine gelbe Sonne auf blauem Hintergrund mit einem Schäfer und einem Schaf abgebildet ist. Bis 2009 war auf dem Dosendeckel anstatt eines Schafes ein Hund abgebildet.

## Erfindung
Erfunden haben die Penaten-Creme der Drogist Max Riese und Otto Schmithausen im Jahre 1904 in Honnef. Wollfett und Zinkoxid bildeten die Grundlage für die Creme. Im Grunde ist sie damit eine Form der Zinksalbe, die mit leichtem Zitronenaroma parfümiert wird. Am 17. September 1904 meldete er die Creme beim Reichspatentamt in Berlin an.
Der Name ist eine Idee von Rieses Ehefrau Elisabeth geb. Knapp. Sie benannte die Creme nach den Penaten, den römischen Schutzgöttern für Haushalte.

## Produktionsentwicklung

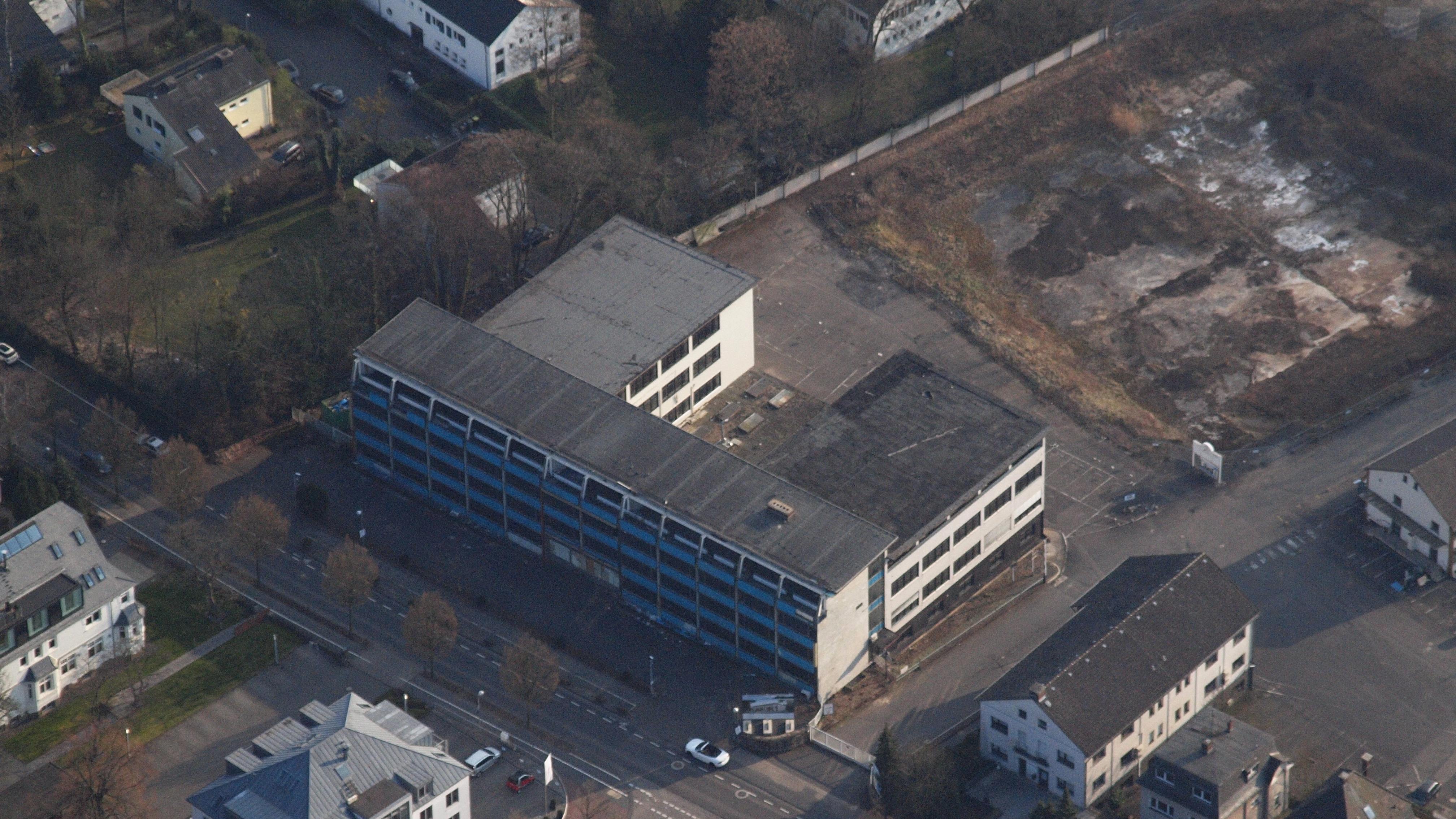
Bad Honnef, Rhöndorfer Straße, ehemaliges Firmengebäude in „penaten-türkis“

Anfangs produzierte Riese 10.000 Dosen pro Monat. Er baute 1908 im Honnefer Ortsteil Rhöndorf eine Fabrik auf und weitete die Produktion aus. Im Jahre 1939 produzierte man etwa 500.000 Dosen im Monat. Kurz vor dem Ende des Zweiten Weltkrieges wurde die Fabrik zerstört. Danach bauten Rieses Söhne Max und Alfred die Firma wieder auf. 1945 holten sie Fritz Frankenberg in die Geschäftsführung, dem 1966 sein Sohn Helmut nachfolgte, Vater der Schriftstellerin und Regisseurin Pia Frankenberg und zeitweiliger Gatte von Marie-Louise Steinbauer.
1986 übernahm der US-amerikanische Konzern Johnson & Johnson die Firma. Ende 2000 verlagerte er die Produktion der Penaten-Creme nach Italien und Frankreich, der Originalstandort Bad Honnef wurde geschlossen, Teile der Räumlichkeiten werden weiterhin als Büros von Johnson & Johnson genutzt.
Die Produktlinie umfasst heute die ganze Kinderpflegeserie, vom Puder bis zum Babyöl, außerdem Seife und Shampoos.

Creme-Dose aus dem Jahr 1904
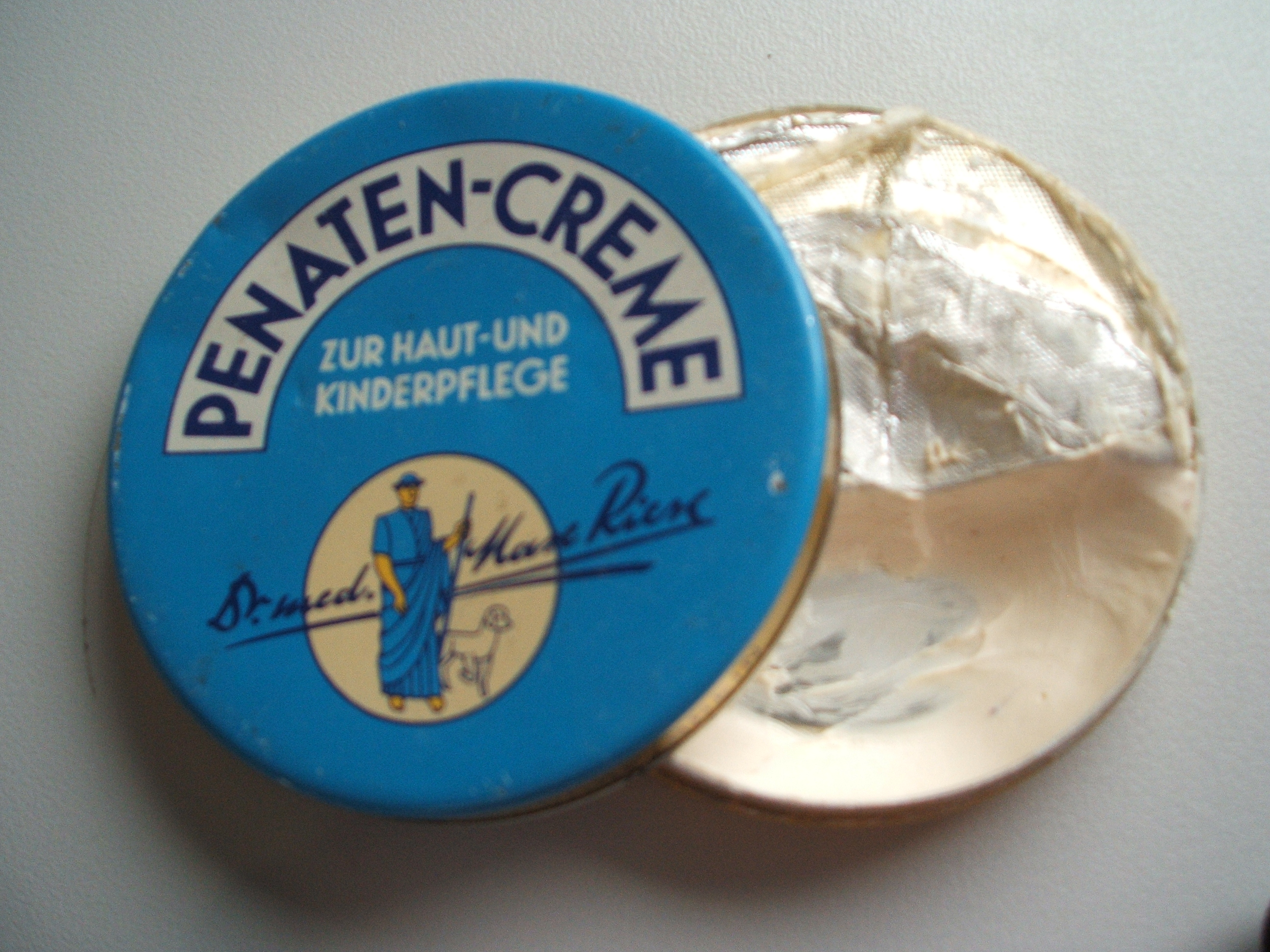
Dose aus den 1980er-Jahren
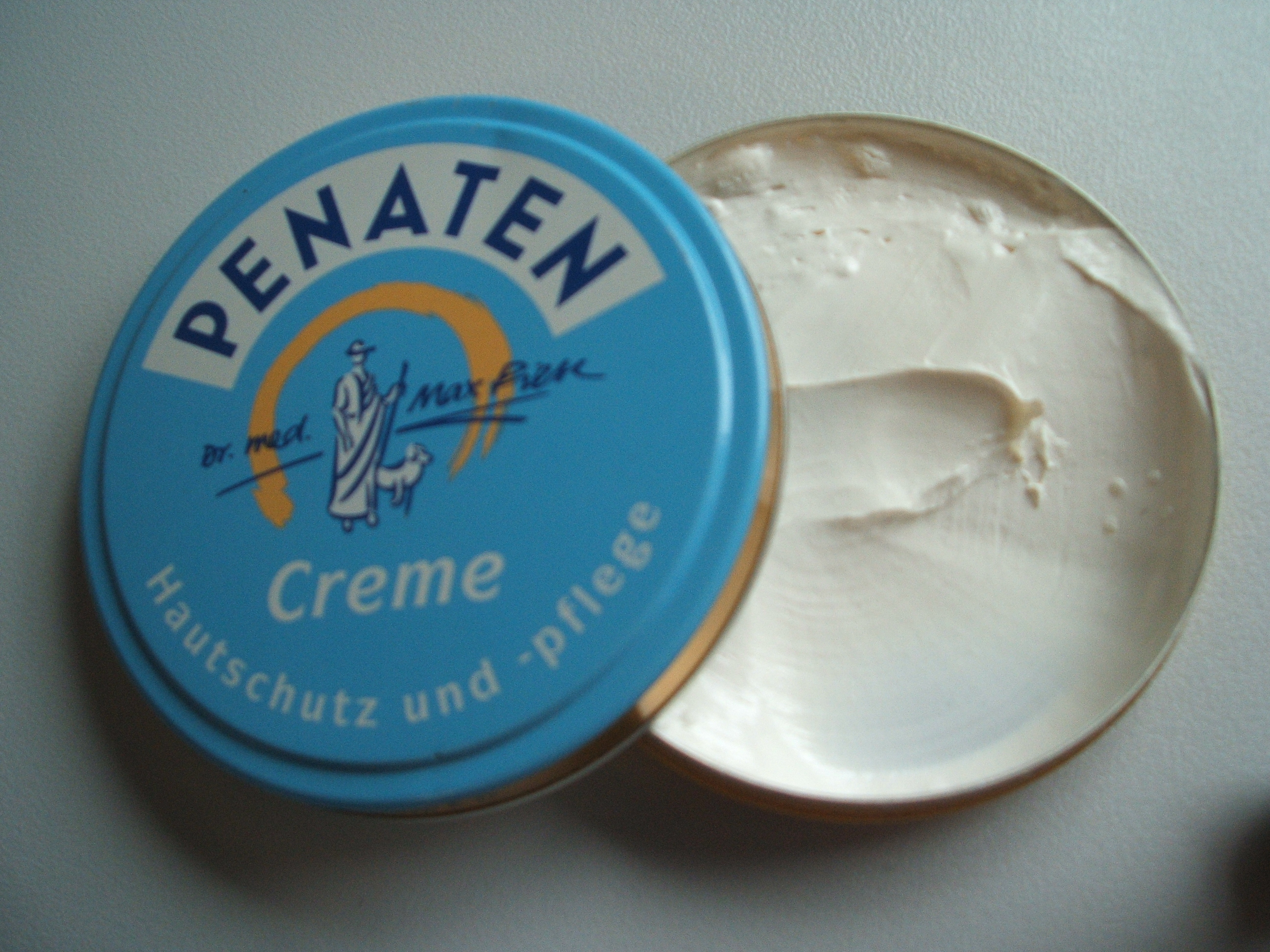
Dose aus dem Jahre 2004
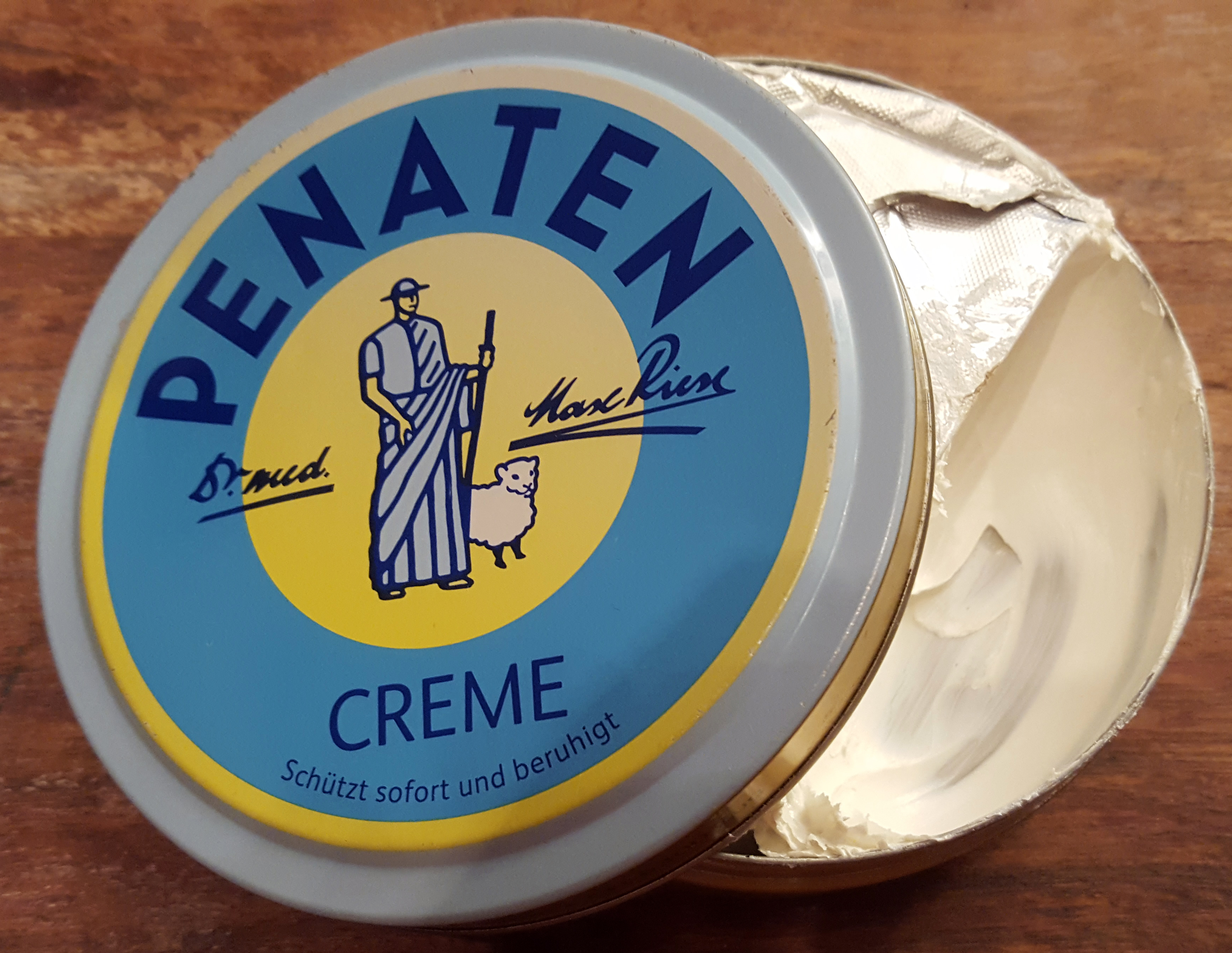
Dose aus dem Jahre 2015
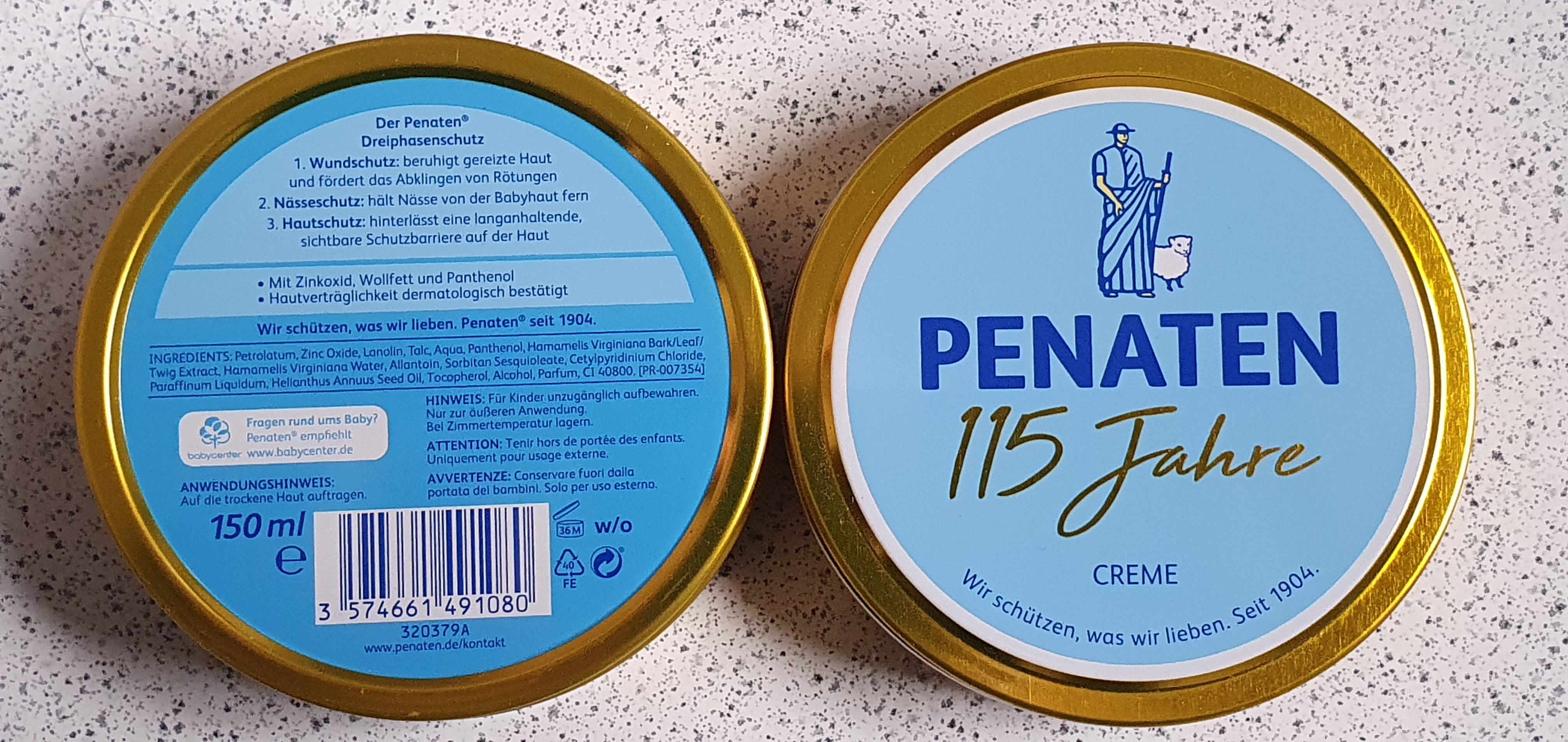
Dose aus dem Jahre 2019

## Sonstiges
Mehrfach wurden in der Creme Paraffine und aromatische Mineralölkohlenwasserstoffen (MOAH) nachgewiesen.